# Bennane Head
Bennane Head är en udde i Storbritannien.   Den ligger i riksdelen Skottland, i den centrala delen av landet, 500 km nordväst om huvudstaden London.
Terrängen inåt land är lite kuperad. Havet är nära Bennane Head åt nordväst. Runt Bennane Head är det ganska glesbefolkat, med 31 invånare per kvadratkilometer. Närmaste större samhälle är Girvan, 15,3 km nordost om Bennane Head. 